# Borat, nouvelle mission filmée
Série
Borat
(2006)
Pour plus de détails, voir Fiche technique et Distribution.
Borat, nouvelle mission filmée : Livraison bakchich prodigieux pour régime de l'Amérique au profit autrefois glorieuse nation Kazakhstan (Borat Subsequent Moviefilm: Delivery of Prodigious Bribe to American Regime for Make Benefit Once Glorious Nation of Kazakhstan), ou simplement Borat, nouvelle mission filmée, est un faux documentaire parodique américano-britannique réalisé par Jason Woliner sorti en 2020 sur Prime Video. Il s'agit de la suite de la comédie de 2006 centrée sur les aventures du journaliste de télévision kazakh fictif nommé Borat Sagdiyev.

## Synopsis
Après avoir humilié son pays natal du Kazakhstan, le journaliste Borat Sagdiyev a été emprisonné dans un goulag. Quatorze ans plus tard, le premier ministre du pays, Noursoultan Nazarbaïev, le libère, avec pour mission de livrer le ministre kazakh de la culture, Johnny le Singe, au président Donald Trump pour tenter de racheter la nation. Incapable de s'approcher de Trump après avoir déféqué dans les aménagements paysagers de l'hôtel et de la tour internationale Trump dans le film précédent, Borat choisit de donner le singe au vice-président Mike Pence. Avant de partir, il découvre que son voisin ennemi juré a volé sa famille et sa maison, et qu'il a une fille de quinze ans, Tutar, qui vit dans sa grange.
Borat est transporté à travers le monde par un cargo et arrive au Texas, où il découvre qu'il est une célébrité. Voulant faire profil bas, Borat achète de multiples déguisements. Il achète un téléphone portable et va accueillir Johnny le singe, mais découvre que sa fille Tutar est dans la caisse d'expédition de Johnny et a mangé le singe. Horrifié, Borat envoie un fax à Nazarbayev, qui lui dit de trouver un moyen de satisfaire Pence, sinon il sera exécuté. Borat décide de donner Tutar à Pence.
Tutar est relookée et Borat la présente à un bal des débutantes. Au bal, son sang menstruel est mis en évidence lors d'une danse père-fille. Découvrant que Pence est à proximité pour une convention, Borat se déguise en Trump et tente de lui donner Tutar à cet endroit, mais il est éjecté par la sécurité. Nazarbayev lui dit de retourner au Kazakhstan pour y être exécuté. Réalisant qu'il peut encore donner Tutar à un proche de Trump, Borat décide de la donner à Rudy Giuliani.
Giuliani s'était vanté d'avoir eu une liaison avec une femme à forte poitrine, alors Borat exige que Tutar se fasse opérer à des fins esthétiques et se fasse poser des implants mammaires. Il laisse brièvement Tutar avec une baby-sitter qui est troublée par les enseignements sexistes de Borat ; elle informe Tutar que les choses qui lui ont été enseignées sont des mensonges. Après avoir vu une femme conduire une voiture et s'être masturbée avec succès pour la première fois, Tutar décide de ne pas se faire opérer et s'en prend à Borat pour l'avoir maintenue opprimée toute sa vie. Avant de partir, elle lui dit que l'Holocauste est un mensonge en citant une page Facebook qui nie l'Holocauste.
Secoué, Borat décide de se suicider en se rendant à la synagogue la plus proche tout en se déguisant en juif mais dans la version caricaturale antisémite. Il est choqué d'y trouver des survivants de l'Holocauste qui le traitent avec gentillesse et le rassurent sur le fait que l'Holocauste a eu lieu. Ravi, Borat part à la recherche de Tutar, mais trouve les rues désertes à cause de la pandémie de COVID-19. Il se met en quarantaine avec deux hommes dans le désert et commence à chercher sa fille sur Internet. Horrifié, Borat constate que Tutar est devenu un reporter à succès et qu'elle va couvrir un rassemblement à Olympia, Washington.
Lors de ce rassemblement, il trouve Tutar et lui dit qu'il sera tué s'il ne la donne pas à Giuliani. Elle accepte et organise une interview pour séduire Giuliani, mais sans la participation de son père. Borat parle avec sa baby-sitter et change d'avis, réalisant qu'il aime Tutar. Après l'entretien, Giuliani et Tutar se rendent dans la chambre où Tutar retire le micro de la chemise de Giuliani. Voyant cela comme une avance sexuelle, Borat intervient et tente d'offrir personnellement des faveurs sexuelles à Giuliani, qui s'en va. Borat décide de se faire exécuter au Kazakhstan et Tutar promet de l'accompagner.
Borat est choqué de constater qu'il ne sera pas exécuté car il a été utilisé en représailles par Nazarbayev pour avoir fait du Kazakhstan une risée. Avant de partir pour les États-Unis, les autorités du Kazakhstan ont infecté Borat avec le SRAS-CoV-2 par une injection de "larmes de gitan", faisant de lui le patient zéro de la pandémie de COVID-19. Alors qu'il était envoyé dans le monde entier, il a continué à propager le virus. Borat enregistre l'aveu de Nazarbaïev et l'envoie à l'homme qui lui a vendu son téléphone.
Borat et Tutar font chanter Nazarbayev pour qu'il lui rende son travail et qu'il change les lois misogynes du Kazakhstan. Tutar et Borat deviennent une équipe de reporters et ils couvrent la toute nouvelle tradition du Kazakhstan : le lâcher d'Américains, où des versions exagérées des partisans de Trump diffusent le COVID-19 et tuent une effigie d'Anthony Fauci.

## Fiche technique
Sauf indication contraire, les informations mentionnées dans cette section peuvent être confirmées par la base de données cinématographiques IMDb,  présente dans la section « Liens externes ».
- Titre français : Borat, nouvelle mission filmée : Livraison bakchich prodigieux pour régime de l'Amérique au profit autrefois glorieuse nation Kazakhstan[1]
- Titre original : Borat Subsequent Moviefilm: Delivery of Prodigious Bribe To American Regime For Make Benefit Once Glorious Nation of Kazakhstan
- Réalisation :  Jason Woliner
- Scénario : Sacha Baron Cohen, Peter Baynham, Jena Friedman, Anthony Hines, Lee Kern, Dan Mazer, Erica Rivinoja et Dan Swimer d'après une histoire originale de Sacha Baron Cohen, Anthony Hines, Nina Pedrad et Dan Swimer
- Musique : Erran Baron Cohen
- Direction artistique : Vraciu Eduard Daniel
- Costumes : Erinn Knight
- Photographie : Luke Geissbuhler
- Montage : Craig Alpert, Michael Giambra et James Thomas
- Production : Sacha Baron Cohen
- Sociétés de production :
- Budget :
- Pays d'origine :  États-Unis /  Royaume-Uni
- Langues originales : anglais
- Genre : comédie, faux documentaire
- Durée : 95 minutes
- Date de sortie :
  - Monde : 23 octobre 2020 (Prime Video)

## Distribution
Sauf indication contraire, les informations mentionnées dans cette section peuvent être confirmées par la base de données cinématographiques IMDb,  présente dans la section « Liens externes ».
- Sacha Baron Cohen (VF : Emmanuel Curtil) : Borat Sagdiyev
- Maria Bakalova : Toutar Sagdiyeva (fille de Borat)
- Tom Hanks (VF : Jean-Philippe Puymartin) : lui-même (caméo)
- Dani Popescu : Premier Nazarbayev
- Manuel Vieru : Dr. Yamak (Gypsy Tears)
- Miroslav Tolj : Noursoultan Toulyakbay
- Alin Popa : Huey Lewis / Jeffrey Epstein Sagdiyev
- Ion Gheorghe : Bilak Sagdiyev
- Nicolae Gheorghe : Biram Sagdiyev
- Marcela Codrea : Villageois de Kuczek
- Luca Nelu : Villageois de Kuczek
- Macy Chanel : influenceuse Instagram (non créditée)
- Nicoleta Ciobanu : Babuska (non créditée)
- Rudy Giuliani : lui-même (non crédité)
- Mike Pence : lui-même (non crédité)

## Tournage
Le tournage ne commence qu'après que le rôle de Tutar a été attribué. Maria Bakalova est sélectionnée pour le rôle après l’audition de 600 actrices. Elle a d'abord envoyé une cassette de son jeu pour obtenir un rôle dans ce qu’elle croyait être un film hollywoodien sans nom. La confidentialité autour du projet lui a fait douter de l’authenticité du film. Elle finit par aller à Londres pour répéter avec Sacha Baron Cohen, qui l’a convaincue que c'était une réelle opportunité.
En février 2020, Baron Cohen a été repéré déguisé en Donald Trump, interrompant la Conférence d'action politique conservatrice (CPAC), bien que sa véritable identité n'ait pas été révélée à l'époque. Ce même mois, Baron Cohen s'est rendu à Macon, en Géorgie, pour tromper les participants d'un faux bal pour débutants, disant aux organisateurs de la Johnston– Felton – Hay House qu'il filmait une histoire sur l'adolescence et le passage à l'âge l'adulte.
Sacha Baron Cohen a été brièvement arrêté par un policier pour avoir fait monter Maria Bakalova sur le toit de son véhicule.
L'équipage a également assisté à Temple Kol Emeth basé à Marietta pour filmer les scènes avec Judith Dim Evans, survivante de l'holocauste,.
La production a fait au moins deux visites en Caroline du Sud pour filmer dans une boulangerie, un centre de grossesse d'urgence et un magasin de fournitures d'Halloween.
À la fin de juin 2020, Baron Cohen a aussi piégé les participants d'un rassemblement d'armes à feu à Olympie, Washington, en les encourageant à chanter des paroles racistes pendant un faux concert. Certains participants ont reconnu Sacha Baron Cohen et ont commencé à rire. Les organisateurs du rassemblement sont rapidement devenus violents et ont essayé  de prendre d'assaut la scène. Ils ont été ralentis grâce à la sécurité de l'événement qui avait été embauchée par l'équipe Borat. Finalement, Baron Cohen et son équipe ont été forcés de fuir dans une ambulance privée alors que des membres de la foule essayaient de s'introduire par effraction. Les médias ont rapidement appris l'existence de la farce, mais ont supposé que c'était pour une nouvelle saison de Who Is America?.
Début juillet 2020, Baron Cohen a organisé une fausse interview avec Rudy Giuliani, pour faire irruption pendant la conversation en bikini rose; Giuliani a appelé la police. Dans cette scène, Maria Bakalova inteviewe Giuliani et Baron Cohen intervient pour géner l’interview. Les 2 acteurs s’éclipsent quelques instants pour discuter suivant leur scénario, ensuite, Bakalova revient seule et emmène Giuiliani dans une chambre, elle commence à l’exciter et lui enlève sa chemise, Giuiliani se couche alors un court instant sur le lit, Cohen arrive alors dans la chambre en bikini rose. Maria Bakalova et Baron Cohen quittent ensuite le bâtiment en courant.
Certaines scènes n'apparaissent que dans la bande-annonce. Ceci comprend une première farce filmée à la fin de 2019, qui impliquait une entrevue farfelue avec le commissaire à l'agriculture du Texas, Sid Miller, suivie d'un voyage dans une practique de golf à  Arlington, au Texas.

## Accueil

### Critique
En France, le site Allociné recense une moyenne des critiques presse de 2,3⁄5, sur un total de 6 critiques presse.
D'après le site Ecran Large, « certes, Borat 2 est presque plus un tract politique qu'une véritable satire, mais l'audace de son militantisme force le respect. ».
Selon le magazine Télérama, « le premier Borat dégommait le politiquement correct au bazooka sans se soucier des dommages collatéraux. Rattrapée par l'actualité et d’abord destinée à bouter Trump hors de la Maison-Blanche au prochain scrutin, cette triste suite en forme de film de propagande entérine l’échec persistant de Hollywood à peser dans le débat démocratique. ».

## Distinctions

### Récompenses
- Golden Globes 2021 : 
  - Meilleur film musical ou comédie
  - Meilleur acteur dans un film musical ou une comédie pour Sacha Baron Cohen
- Razzie Awards 2021 :
  - Pire acteur dans un second rôle pour Rudy Giuliani
  - Pire couple à l'écran pour Rudy Giuliani et sa braguette

### Nominations
- Golden Globes 2021 : Meilleure actrice dans un film musical ou une comédie pour Maria Bakalova
- Oscars 2021 :
  - Meilleure actrice dans un second rôle pour Maria Bakalova
  - Meilleur scénario adapté pour Sacha Baron Cohen